# بیان الادیان
بیان الادیان کتابی است از ابوالمعالی محمد بن نعمت، ملقب به یار خدای، در شناخت ادیان و مذاهب که به سال ۴۸۵ هجری قمری نوشته شده‌است. این کتاب که سی و شش سال پیش از ملل و نحل شهرستانی نوشته شده‌، از قدیم‌ترین کتاب‌های فارسی‌ است که ادیان و اعتقادات اقوام و مردمان را دسته‌بندی و توصیف می‌کند. از ویژگی‌های حائز اهمیت بیان الادیان یکی دیگر آن است که از وجود کتاب ارژنگ در خانه‌ٔ مانویان در غزنین خبر می‌دهد. 
کتاب در پنج باب نوشته شده‌است. فهرست و توضیح باب‌ها به قلم مؤلف چنین است:
1. باب اول در پیدا کردن آن‌که در همهٔ روزگارها و به همهٔ اقلیم‌ها اکثر خلق به صانع عزّ و جلّ مُقرّ بوده‌اند.
2. باب دوم در بیان مذهب‌هایی که پیش از اسلام داشته‌اند.
3. باب سِیُّم در بیان آن خبر که پیغمبر اسلام فرمود که امت من پس از من به هفتاد و سه فرقه شوند و وجه اسناد آن خبر و شرح و معنی آن جدا کردن هفتاد و سه فرقه به صورت.
4. باب چهارم در بیان مذهب‌های اسلامی و پیدا کردن هر فرقه و مقالهٔ هریکی و شرح القاب ایشان به استقصار.
5. باب پنجم در یاد کردن حکایات و نوادر گروهی که بیرون آمده‌اند و دعوی‌های محال کرده‌اند. گروهی دعوی خدایی کرده‌اند و گروهی دعوی پیغمبری و آخر رسوا گشتند و طرفی از اخبار ایشان یاد کردن.